# 全国人民代表大会常务委员会办公厅机关事务管理局
全国人民代表大会常务委员会办公厅机关事务管理局（简称全国人大常委会办公厅机关事务管理局），是全国人民代表大会常务委员会办公厅内设机构。

## 沿革
1954年全国人大常委会办公厅成立时，下设总务处，1958年后撤销。
1975年1月13日至17日，第四届全国人民代表大会第一次会议在北京召开。同年2月，全国人大常委会机关在人民大会堂恢复办公，常委会下设民族政策研究组、宗教政策研究组、办公厅，办公厅下设秘书组、外事组、政法组、总务组。
1980年，全国人大办公厅下设各组改名为室，总务组划归秘书室，调整为四个室：秘书室、政法室、外事室、信访室。1981年增设研究室，共计五个室。1983年室改名为局，成为四局一室：秘书局、联络局、信访局、外事局、研究室。1986年5月增设行政管理局。后来行政管理局改为机关事务管理局。
2007年12月28日，财政部、全国人大常委会办公厅印发《全国人大行政单位国有资产管理暂行实施办法》，其中第七条规定：“人大机关国有资产管理，实行国家统一所有，财政部、全国人大常委会办公厅机关事务管理局（以下简称人大管理局）监管，单位占有、使用的管理体制。”

## 职责
《全国人大行政单位国有资产管理暂行实施办法》第九条规定：“人大管理局根据有关规定负责人大机关国有资产管理的工作。其主要职责是：
1. 贯彻执行国家有关国有资产管理的法律、法规和规章制度；
2. 组织实施人大机关国有资产管理办法，并对执行情况进行监督检查；
3. 负责具体组织人大机关国有资产的产权界定、产权纠纷调处等工作；
4. 负责对人大机关资产配置事项进行审核或审批；
5. 负责对人大机关出租、出借国有资产进行审核，对附属机关服务中心等后勤服务单位以及与人大机关尚未脱钩的经济实体的国有资产实施监督管理；
6. 负责对人大机关房屋、土地、车辆及规定权限内的资产处置事项进行审核或审批；
7. 按规定向财政部报告国有资产监督管理情况。”[2]

## 机构设置
- 财务管理处[3]
- 基建房管处[4]
- 保卫处[5]

## 历任领导
全国人大常委会办公厅行政管理局
| 局长 | 副局长 |

全国人大常委会办公厅机关事务管理局
| 局长 …… - 白殿忠（？—？） - 朱连璋（？—？） - 杨瑞雪（2016年—） 巡视员 | 副局长 …… - 牟宝喜（？—？） - 李林川（？—？） - 王东琦（？—？） - 孙中喜（？—？） 副巡视员 |